# Emiliano Cotelo
Emiliano Cotelo Domínguez (Montevideo, 25. kolovoza 1958.) urugvajski je novinar, političar, radijski voditelj, književnik i izdavač. Najpoznatiji je kao radijski voditelj te je u svojim emisijama razgovarao sa svim političkim, glazbenim, kulturnim i športskim zvijezdama, a njegova emisija Perspektiva se neprekinuto prenosi od 1985. godine.

## Životopis
Rođen je 1958. u Montevideu, gdje pohađa osnovnu i srednju školu. Četiri godine je studirao strojarstvo na Republičkom sveučilištu. Kao radijski voditelj počinje raditi 1976. vodeći glazbeni program u emisiji Profil na radijskoj postaji CX 26 SODRE, u vlasništvu državne tvrtke SODRE-e. Nakon sedam godina, 1983. godine, prebacuje se na CX 30 Radio Nacional, gdje je uređivao vijesti koje su se prenosile više puta dnevno te je radio kao radijski novinar. U lipnju 1985., zajedno s druga dva voditelja i radijska novinara, započinje radijsku emisiju Perspektiva, koja ga je proslavila među slušateljstvom ne samo u Urugvaju, nego i u Brazilu, Argentini i Paragvaju. U veljači 1992. započinje raditi i na radiju "El Espectador" (810 AM-a), gdje vodi emisiju koja se prenosila na području cijelog Urugvaja. Pisao je za novine El Observador i tri manja časopisa te je radio kao voditelj na 10 televizijskih kanala. Studirao je i novinarstvo na Katoličkom sveučilištu u Urugvaju.
U studenom 2014. Cotelo je najavio svoj odlazak s radija EL Espectador, zbog neslaganja s novim vodstvom i uredništvom radija. Službenu ostavku je dao 31. prosinca 2014., što je bio veliki udarac za radio, jer su izgubili najomiljenijeg urugvajskog radijskog voditelja. Tijekom 2015. radio je na usavršavanju i modernizaciji emisije Perspektiva, koja se od ljeta 2015. prenosi ne samo napodručju cijelog Urugvaja, već i na graničnim područjima Brazila i Argentine, a može se slušati uživo na mrežnim mjestima radija.
Oženio se za televizijsku voditeljicu Alexandru Morgan, s kojom ima dva sina (Diega, Felipea) i kćer Catalinu. Sin je novinara i kritičara Rubena Cotela.
Njegova obitelj u vlasništvu ima i 10% dionica radija  El Espectador i 0,4% dionica tvrtke Lanos SA.